# Automobiles & Moteurs Henriod
Pour les articles homonymes, voir Henriod.
Automobiles & Moteurs Henriod est un constructeur automobile français.

## Production
Charles-Édouard Henriod, ancien copropriétaire d’Henriod Frères, fonde en 1898 à Neuilly-sur-Seine une nouvelle société appelée Automobiles & Moteurs Henriod pour la production d’automobiles. L’usine était située au 7 et 9 rue de Sablonville. La gamme de moteurs a commencé avec 4 à 5 HP, 6 HP, 8 HP et 12 HP en 1899. La production s’est terminée en 1908.

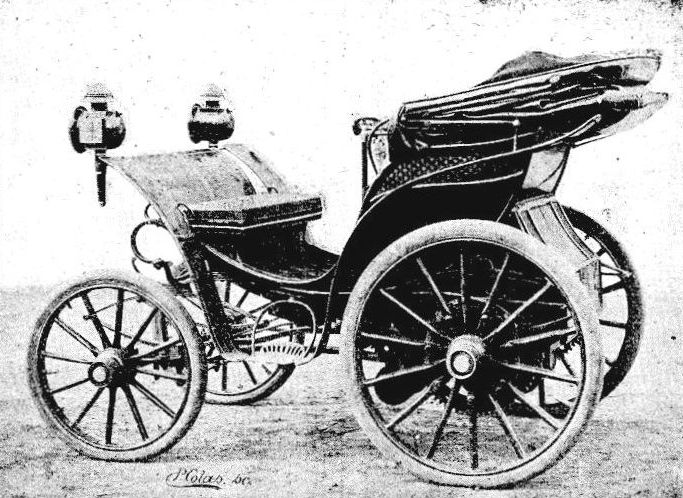
Henriod & Cie 4 CV Duc (1898).
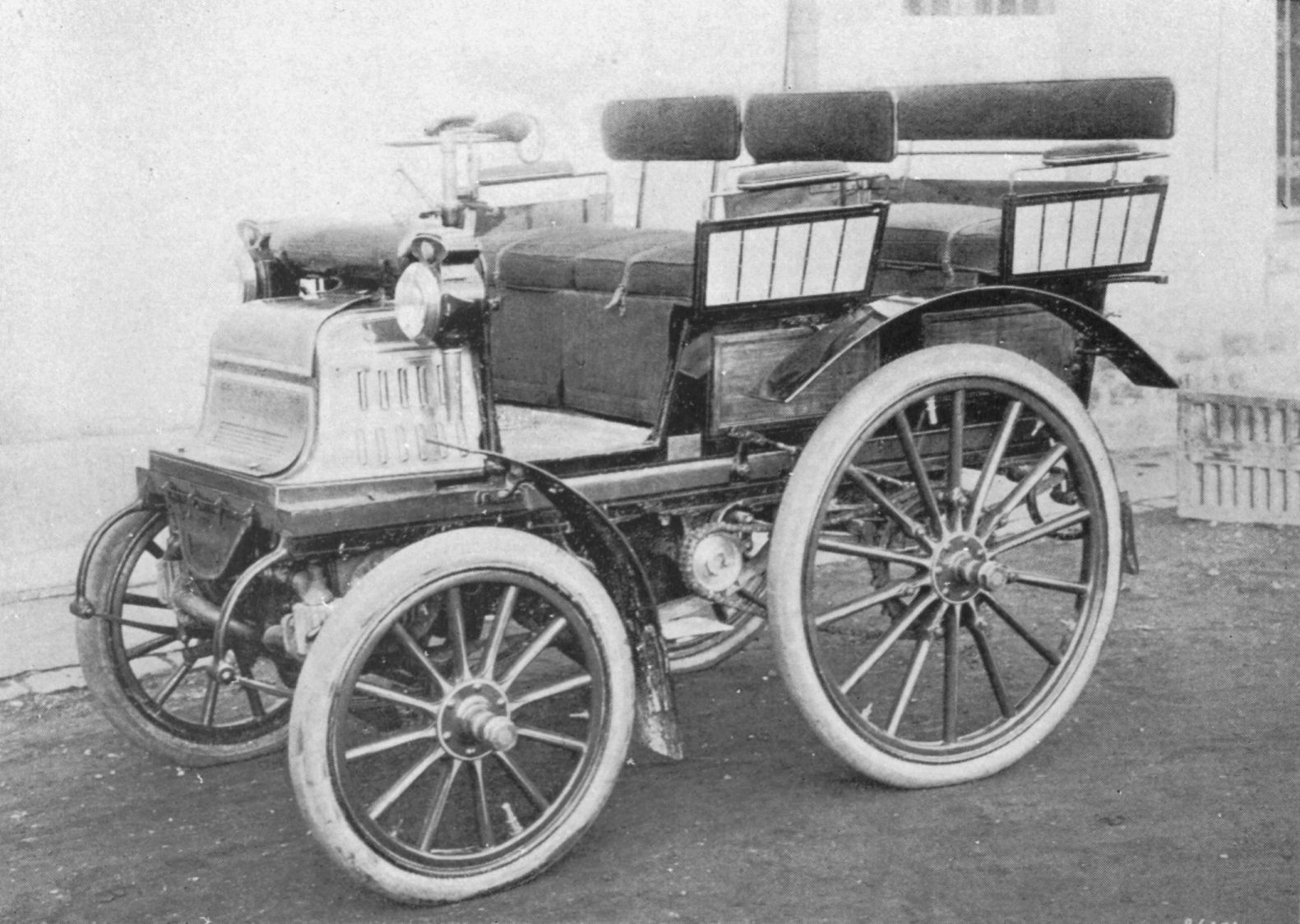
Henriod 6 CV (1899).
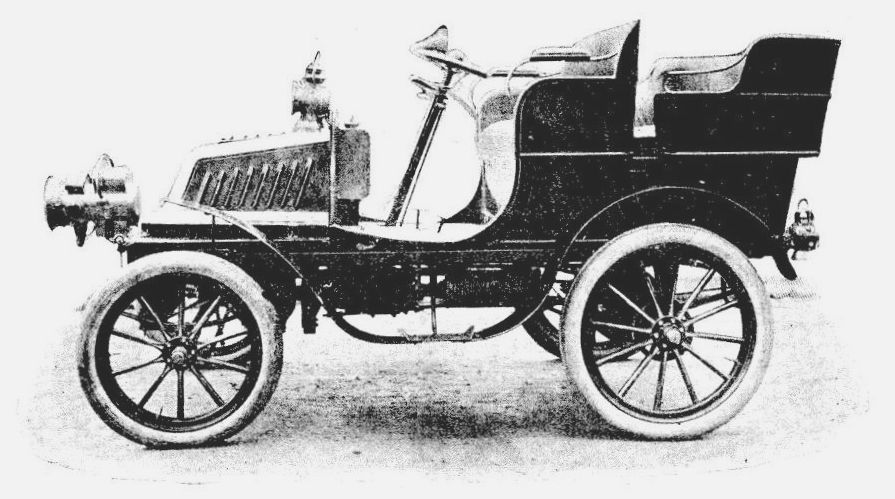
Henriod 6-12 CV (1901).